# William Brewster
Pour les articles homonymes, voir Brewster.
Pour l’article homonyme, voir William Brewster (prédicateur).
William Brewster est un ornithologue américain, né le 5 juillet 1851 et mort le 11 juillet 1919.

## Biographie
Brewster est le conservateur du département ornithologique du Museum of Comparative Zoology de l'université Harvard de 1886 à 1900. Il est le cofondateur avec Elliott Coues et Joel Asaph Allen de l'American Ornithologists' Union en 1883 qu'il dirige de 1895 à 1898. Il est l'auteur de Birds of the Cape Regions of Lower California (1902) et de Birds of the Cambridge Region of Massachusetts (1906).
Il est enterré dans le cimetière de Mount Auburn à Cambridge au Massachusetts(p140).